# Nart (Mazovie)
Pour les articles homonymes, voir Nart.
Nart (prononciation : [nart]) est un village polonais de la gmina de Jakubów dans le powiat de Mińsk de la voïvodie de Mazovie dans le centre-est de la Pologne.
Il se situe à environ 8 kilomètres au nord-est de Jakubów (siège de la gmina), 16 kilomètres au nord-est de Mińsk Mazowiecki (siège du powiat) et à 52 kilomètres à l'est de Varsovie (capitale de la Pologne).

## Histoire
De 1975 à 1998, le village appartenait administrativement à la voïvodie de Siedlce.